# Beyerville (Arizona)
Beyerville es un lugar designado por el censo ubicado en el condado de Santa Cruz en el estado estadounidense de Arizona. En el Censo de 2010 tenía una población de 177 habitantes y una densidad poblacional de 205,23 personas por km².

## Geografía
Beyerville se encuentra ubicado en las coordenadas 31°23′31″N 110°52′30″O / 31.39194, -110.87500. Según la Oficina del Censo de los Estados Unidos, Beyerville tiene una superficie total de 0.86 km², de la cual 0.86 km² corresponden a tierra firme y (0%) 0 km² es agua.

## Demografía
Según el censo de 2010, había 177 personas residiendo en Beyerville. La densidad de población era de 205,23 hab./km². De los 177 habitantes, Beyerville estaba compuesto por el 85.31% blancos, el 0% eran afroamericanos, el 0.56% eran amerindios, el 0% eran asiáticos, el 0% eran isleños del Pacífico, el 14.12% eran de otras razas y el 0% pertenecían a dos o más razas. Del total de la población el 89.83% eran hispanos o latinos de cualquier raza.